# Thesidium
- Commons
- Wikispecies

Thesidium é um género botânico pertencente à família Santalaceae.